# Claudio Toniolo
Claudio Toniolo (* 8. August 1940) ist ein italienischer Chemiker (Peptid-Chemie).
Toniolo studierte an der Universität Padua Chemie mit dem Laurea-Abschluss in organischer Chemie 1965 bei Ernesto Scoffone. Als Post-Doktorand war er 1967/68 bei Murray Goodman am Brooklyn Polytechnic Institute. Er habilitierte sich 1969 in angewandter pharmazeutischer Chemie (Libera Docenza) in Padua, wo er 1973 Assistenzprofessor, 1980 außerordentlicher und 1983 ordentlicher Professor für organische Chemie wurde. 1990 bis 1993 war er Direktor des Instituts für Organische Chemie. 2012 wurde er emeritiert und arbeitete als Senior Scientist weiter.
Toniolo war Gastprofessor an der Universität von Somalia in Mogadischu, am Indian Institute of Science in Bangalore, an der Universität Osaka, an der University of California, San Diego, am Pomona College, der SUNY in Binghampton und in Portsmouth.
Er ist Associate Editor von Biopolymers. Er ist Ehrenmitglied der Italian Peptide Society.
2013 erhielt er die Max-Bergmann-Medaille  für die Charakterisierung von Protein-Sekundärstruktur mit Hilfe von synthetischen Modell-Peptiden und 2006 den Josef Rudinger Memorial Award.

## Schriften (Auswahl)
- mit Ettore Benedetti: Intramolecularly Hydrogen-Bonded Peptide Conformation, Critical Reviews in Biochemistry, Band 9, 1980, S. 1–44.
- mit Hans Brückner (Hrsg.): Peptaibiotics: Fungal Peptides Containing α-Dialkyl α-Amino Acids, Wiley-VCH 2009
- mit Emmanuela Gatto, Mariano Venanzi u. a.: Peptide Folding Dynamics:  A Time-Resolved Study from the Nanosecond to the Microsecond Time Regime, J. Phys. Chemistry, Band 110, 2006, S. 22843–22841
- mit E. Gatto, M. Venanzi u. a.: Mimicking Nature: A novel peptide-based bio-inspired approach for solar energy conversion,  ChemPhysChem, Band 15,  2014, S. 64–68
- mit E. Gatto, M. Venanzi: Peptide Self-Assembled Nanostructures: From Models to Therapeutic Peptides, Nanomaterials, Band 12, 2022, S. 466